# (16042) 1999 GA20
A (16042) 1999 GA20 a Naprendszer kisbolygóövében található aszteroida. A LINEAR projekt keretében fedezték fel 1999. április 15-én.